# Kilianskirche (Hagenbach)

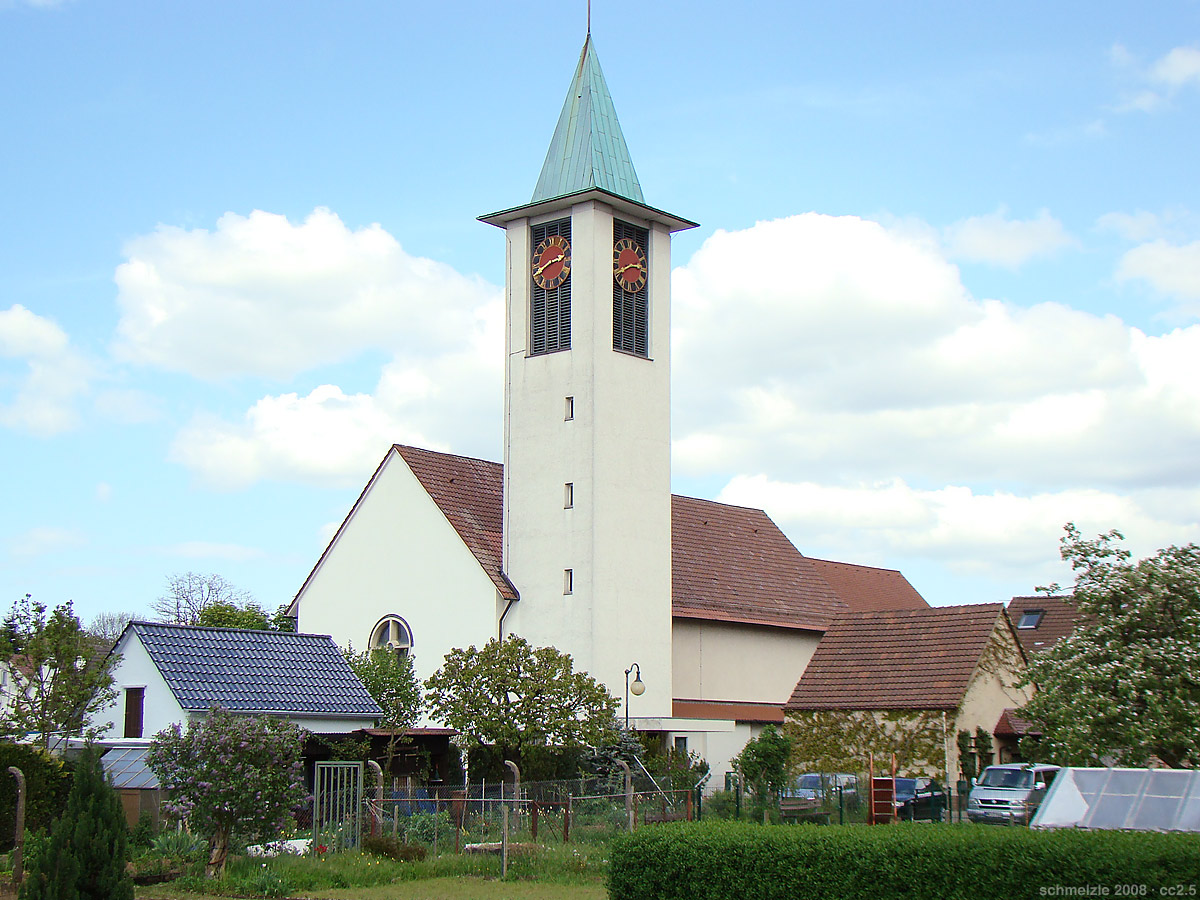
Kilianskirche in Bad Friedrichshall, Ansicht von Südwesten

Die Kilianskirche in Bad Friedrichshall-Hagenbach im Landkreis Heilbronn im nördlichen Baden-Württemberg ist eine römisch-katholische Kirche, die das Patrozinium des heiligen Kilian trägt.
Der ältere Bauteil der Kirche wurde 1753 als Ersatz für die zu klein gewordene Friedhofskapelle mit Unterstützung durch Deutschordenskomtur Johann Christoph von Buseck als Barockbau mit Dachreiter erbaut. Das Grundstück für die Kirche erwarb die Gemeinde durch einen Grundstückstausch. Baumeister der Kirche war Franz Häffele. Die Einwohner Hagenbachs wurden zu Frondiensten und Fuhrdiensten beim Kirchenbau herangezogen.
Die Kirche wurde im Zweiten Weltkrieg beschädigt und anschließend wiederhergestellt, jedoch erwies sie sich rasch als zu klein für die in der Nachkriegszeit wachsende Gemeinde, so dass 1958–1959 das Kirchengebäude nach Westen um ein größeres, 26 Meter × 15 Meter messendes Kirchenschiff und einen 33 Meter hohen Kirchturm erweitert wurde. Schiff und Chor des barocken Baus bilden heute als Chor und Sakristei den östlichen Teil der Kirche.